# Dick White
Sir Dick White, Goldsmith (ur. 20 grudnia 1906, zm. 21 lutego 1993) – długoletni pracownik brytyjskich tajnych służb, od 1953 do 1956 roku Dyrektor Generalny Security Service, następnie od 1956 do 1968 roku Dyrektor Generalny MI6.